# Gyna scutelligera
Gyna scutelligera es una especie de cucaracha del género Gyna, familia Blaberidae.

## Distribución
Esta especie se encuentra en Gambia y Guinea-Bisáu.